# Fox (dériveur)
Pour les articles homonymes, voir Fox.
Le Fox est une classe de dériveur insubmersible, en polyester, dessinée par Yves Mareschal. Elle est construite en série par le chantier français Dupuy Chautard à partir des années 1960.

## Historique
Le Fox, dû au crayon de l'architecte Yves Mareschal, est un petit dériveur de la gamme du constructeur Dupuy Chautard. Sorti dans les années 1960, il se situe entre le Mini-Fox et le Super-Fox. 
Il est, à l'époque, présenté par son constructeur comme un petit bateau permettant de découvrir la voile, mais aussi fait pour aller à la pêche. C'est un voilier qui est également conçu pour pouvoir être utilisé avec une paire d'avirons ou un petit moteur. Le chantier axe notamment sa promotion sur un premier bateau pour des vacances en famille.
En 1969, l'entreprise Dupuy Chautard arrête sa production de bateaux de plaisance et vend ses moules à la société Yachting Sélection, 9 rue Pasteur à Puteaux, dirigée par Gérard Curvelier.

## Caractéristiques
La coque, en « stratifié de polyester Héliover », mesure 3,70 m de long pour 1,55 m de large et un creux de 60 cm. Seule, elle pèse 75 kg alors que le bateau, avec son armement de base, a un poids de 90 kg.
Le gréement est composé d'un mat, en alliage léger, démontable en deux morceaux, de haubans en acier inox, et l'accastillage est en plastique ou en inox. La voilure, en Tergal, comprend : une grande voile de 6,35 m2 et un foc de 2,15 m2. À partir de 1968, il peut être équipé d'une dérive pivotante.
Il était garanti insubmersible, avec des caissons étanches contenant de la « matière expansée » mise dans des sacs de polyéthylène.